# Feix gaussià

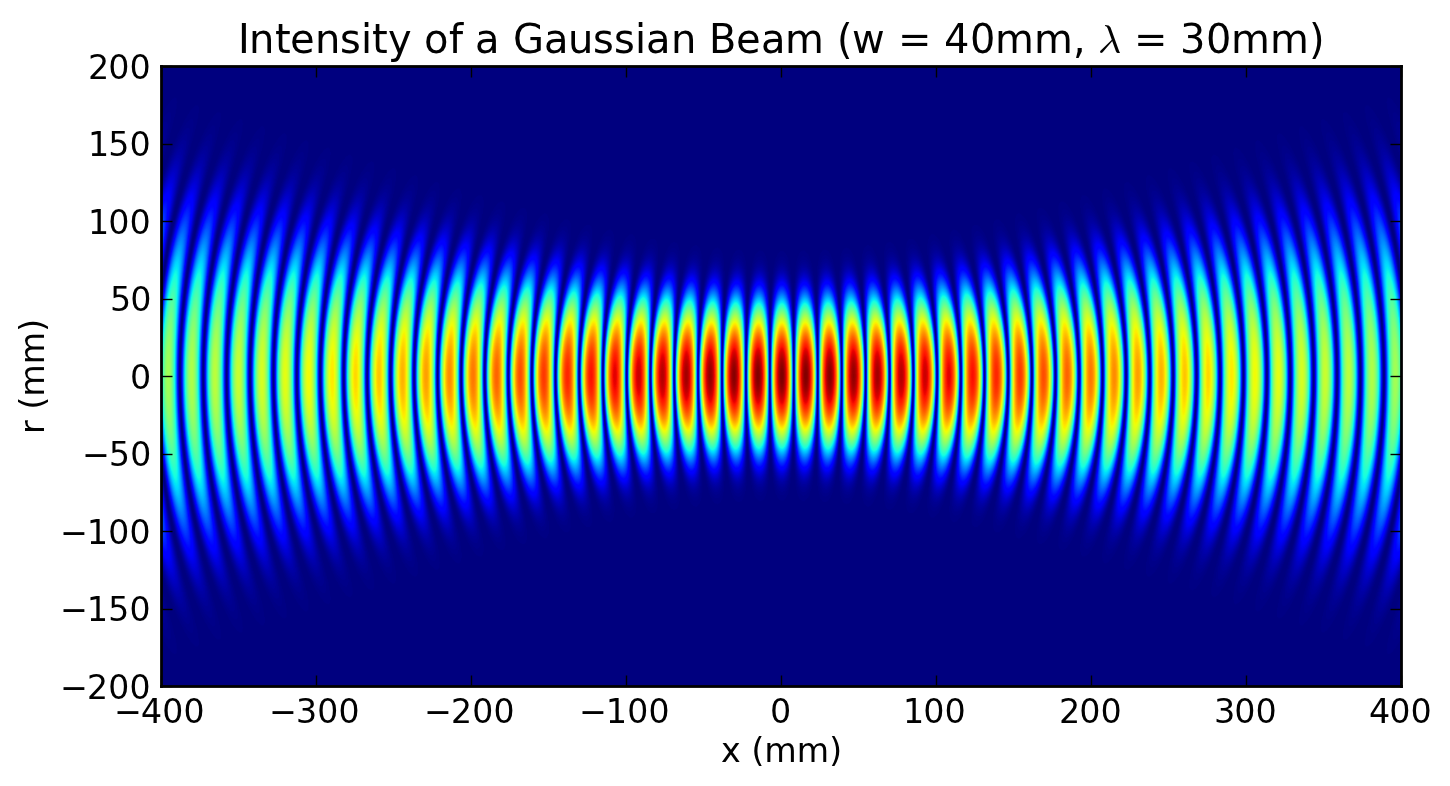
Valor absolut instantani de la part real de l'amplitud del camp elèctric d'un feix gaussià TEM _{00}, regió focal. Mostrant així amb dos pics per a cada front d'ona positiu.

A dalt: perfil d'intensitat transversal d'un feix gaussià que es propaga fora de la pàgina. Corba blava: amplitud del camp elèctric (o magnètic) en funció de la posició radial des de l'eix del feix. La corba negra és la intensitat corresponent.

En òptica, un feix gaussià és un feix de radiació electromagnètica amb alta monocromaticitat l'embolcall d'amplitud en el pla transversal ve donat per una funció gaussiana; això també implica un perfil d'intensitat (irradiància) gaussià. Aquest mode gaussià transversal fonamental (o TEM 00) descriu la sortida prevista de la majoria de làsers (però no de tots), ja que aquest feix es pot enfocar al punt més concentrat. Quan un feix d'aquest tipus es torna a enfocar per una lent, la dependència de fase transversal s'altera; això dona lloc a un feix gaussià diferent. Els perfils d'amplitud dels camps elèctrics i magnètics al llarg de qualsevol feix gaussià circular (per a una longitud d'ona i una polarització donades) estan determinats per un únic paràmetre: l'anomenat waist w0. En qualsevol posició z relativa a la cintura (focus) al llarg d'un feix amb una w0 especificada, les amplituds i fases del camp es determinen així tal com es detalla a continuació.
Les equacions següents assumeixen un feix amb una secció transversal circular a tots els valors de z; això es pot veure observant que apareix una única dimensió transversal, r. Els feixos amb seccions transversals el·líptiques, o amb cintura en diferents posicions en z per a les dues dimensions transversals (bigues astigmàtiques) també es poden descriure com a feixos gaussians, però amb diferents valors de w0 i de la ubicació z = 0 per a les dues transversals. dimensions x i y.
Les solucions arbitràries de l'equació de Helmholtz paraxial es poden expressar com a combinacions de modes Hermite-Gauss (els perfils d'amplitud són separables en x i y mitjançant coordenades cartesianes) o de manera similar com a combinacions de modes Laguerre-Gauss (els perfils d'amplitud són separables en r i θ. utilitzant coordenades cilíndriques). En qualsevol punt del feix z, aquests modes inclouen el mateix factor gaussià que el mode gaussià fonamental multiplicant els factors geomètrics addicionals per al mode especificat. No obstant això, diferents modes es propaguen amb una fase de Gouy diferent, motiu pel qual el perfil transversal net a causa d'una superposició de modes evoluciona en z, mentre que la propagació de qualsevol mode Hermite-Gauss (o Laguerre-Gauss) conserva la mateixa forma al llarg d'un feix.

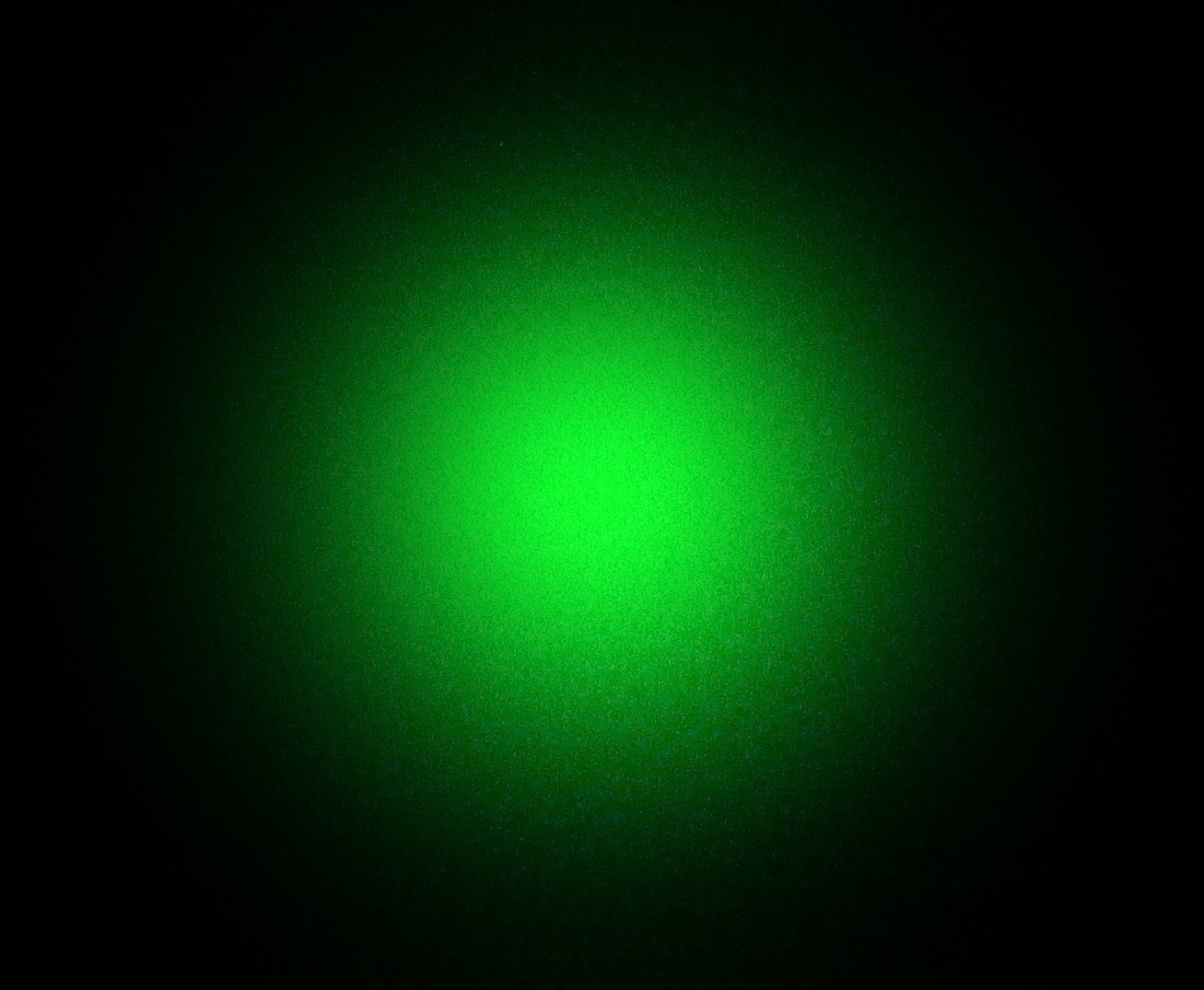
Un perfil de feix de punter làser verd de 5 mW, que mostra el perfil TEM_{00}.

Tot i que hi ha altres possibles descomposicions modals, aquestes famílies de solucions són les més útils per als problemes que impliquen feixos compactes, és a dir, on la potència òptica està força limitada al llarg d'un eix. Fins i tot quan un làser no està operant en el mode gaussià fonamental, la seva potència generalment es trobarà entre els modes d'ordre més baix utilitzant aquestes descomposicions, ja que l'extensió espacial dels modes d'ordre superior tendirà a superar els límits del ressonador (cavitat) d'un làser. El "feix gaussià" normalment implica una radiació confinada al mode gaussià fonamental (TEM00).
El feix gaussià és un mode electromagnètic transversal (TEM). L'expressió matemàtica de l'amplitud del camp elèctric és una solució a l'equació de Helmholtz paraxial. Suposant la polarització en la direcció x i la propagació en la direcció +z, el camp elèctric en notació fasor (complexa) ve donat per:{\displaystyle {\mathbf {E} (r,z)}=E_{0}\,{\hat {\mathbf {x} }}\,{\frac {w_{0}}{w(z)}}\exp \left({\frac {-r^{2}}{w(z)^{2}}}\right)\exp \left(\!-i\left(kz+k{\frac {r^{2}}{2R(z)}}-\psi (z)\right)\!\right)}on
- r és la distància radial des de l'eix central del feix,
- z és la distància axial des del focus del feix (o "cintura"), i és la unitat imaginària.
- k = 2πn/λ és el nombre d'ona (en radians per metre) per a una longitud d'ona d'espai lliure λ, i n és l'índex de refracció del medi en què es propaga el feix,
- E0 = E(0, 0), l'amplitud (i fase) del camp elèctric a l'origen (r = 0, z = 0),
- w(z) és el radi en què les amplituds de camp cauen a 1/e dels seus valors axials (és a dir, on els valors d'intensitat cauen a 1/e2 dels seus valors axials), al pla z al llarg del feix,
- w0 = w(0) és el radi de la cintura,
- R(z) és el radi de curvatura dels fronts d'ona del feix a z, i
- ψ(z) és la fase de Gouy a z, un terme de fase addicional més enllà del atribuïble a la velocitat de fase de la llum.

Com que aquesta solució es basa en l'aproximació paraxial, no és precisa per a feixos molt divergents. La forma anterior és vàlida en la majoria dels casos pràctics, on w0 ≫ λ/n.
La distribució d'intensitat (o irradiància) corresponent ve donada per{\displaystyle I(r,z)={|E(r,z)|^{2} \over 2\eta }=I_{0}\left({\frac {w_{0}}{w(z)}}\right)^{2}\exp \left({\frac {-2r^{2}}{w(z)^{2}}}\right),}on la constant η és la impedància d'ona del medi en què es propaga el feix. Per a l'espai lliure, η = η0 ≈ 377 Ω. Io és la intensitat al centre del feix a la seva cintura. Si P0 és la potència total del feix,{\displaystyle I_{0}={2P_{0} \over \pi w_{0}^{2}}.}